# Премингер, Отто
О́тто Лю́двиг Пре́мингер (или Преминджер, нем. Otto Ludwig Preminger; 5 декабря 1905, Вижница, Австро-Венгрия — 23 апреля 1986, Нью-Йорк, США) — австро-американский кинорежиссёр, актёр и продюсер, известный своими киноработами 1930—1970-х годов.
В течение творческой карьеры, продлившейся пять десятилетий, Премингер поставил почти 40 художественных фильмов. Первым крупным успехом Премингера стал фильм нуар «Лора» (1944), за которым последовала серия стильных нуаровых триллеров, таких как «Падший ангел» (1945) и «Там, где кончается тротуар» (1950).
В 1950-е годы Премингер добился большого успеха «чёрными» киномюзиклами «Кармен Джонс» (1954) и «Порги и Бесс» (1959), одновременно поставив ряд фильмов, которые существенно раздвинули рамки существовавших цензурных ограничений и открыто затрагивали многие запретные темы, среди них «Синяя луна» (1953, внебрачные связи, девственность и беременность), «Человек с золотой рукой» (1955, наркозависимость), «Анатомия убийства» (1959, изнасилование), «Совет и согласие» (1962, гомосексуализм), «Банни Лейк исчезает» (1965, инцест).
В 1960-е годы Премингер обратился к эпическому жанру, поставив масштабные исторические полотна «Исход» (1960), «Кардинал» (1963) и «По опасным водам» (1965).
Премингер был дважды номинирован на «Оскар» как лучший режиссёр за фильмы «Лора» и «Кардинал» и один раз — как продюсер за фильм «Анатомия убийства».

## Биография
Отто Премингер родился 5 декабря 1905 года в Вижнице в еврейской семье. Его отец, преуспевающий юрист, некоторое время был генеральным прокурором Австро-Венгерской империи. Как и его отец, Отто вместе со своим братом Ингвальдом (в будущем также ставшим известным кинопродюсером) учился на юриста и в 1926 году получил степень доктора. В это время он увлекся театром и стал актёром и ассистентом режиссёра Макса Рейнхардта в Театре в Йозефштадте. В 1931 году он снимает свой первый фильм «Большая любовь» (нем. «Die große Liebe»).
В октябре 1935 года, за три года до аншлюса Австрии к нацистской Германии, Премингер эмигрирует в США.

## Карьера в США

### Начало голливудской карьеры: 1935—1944
После постановки одного спектакля на Бродвее, в начале 1936 года Премингер переехал в Голливуд, где заключил контракт со студией «Двадцатый век Фокс». «Его новые работодатели стали подавать его как одного из самых выдающихся режиссёров Европы. Однако, несмотря на надежды, которые „Фокс“ связывала со своим новейшим приобретением, в течение года Премингер вынужден был только наблюдать за работой других режиссёров».
Его англоязычным режиссёрским дебютом стала «незапоминающаяся музыкальная комедия „Очарован тобой“ (1936), сделанная для демонстрации талантов знаменитого оперного певца Лоуренса Тиббетта». Фильм рассказывал любовную историю известного певца, сбежавшего от работы и поклонников в Мексику, и молодой девушки, которую послали найти и вернуть его в театр. Премингер снял картину «с бюджетной экономией и с опережением графика».
Экономичный способ работы, который продемонстрировал Премингер, подтолкнул главу студии Дэррила Занука предложить ему поставить фильм категории А «Пропала Нэнси Стил» с обладателем «Оскара» Уоллесом Бири в главной роли, но он отказался работать с иностранцем. Премингер вновь вернулся в категорию В, поставив романтическую комедию «Осторожно, любовь за работой» (1937), в которой члены богатой, но неорганизованной и эксцентричной семьи не могут заключить важное соглашение по продаже земельного участка до тех пор, пока поверенный не находит путь к сердцу юной дочери семейства.
После этого творчество Премингера оставалось «малозаметным вплоть до истечения контракта с „Фокс“ в 1938 году». Последней работой Премингера в рамках контракта стал приключенческий фильм «Похищенный» (1938) по роману Роберта Льюиса Стивенсона, однако в титрах его имя указано не было. Этот проект был самым дорогим у студии «Фокс» на тот момент, сценарий фильма написал сам Занук. Однако конфликт между Премингером и Зануком во время съёмок привел к тому, что Премингер был отстранён от работы над фильмом и вообще был лишён возможности работать вплоть до конца контракта.
Когда контракт с «Фокс» истёк, Премингеру не удалось получить новых предложений от киностудий, и на несколько лет он перебрался на Бродвей, где «успешно поставил две пьесы, а также дебютировал как актёр. Параллельно почти в течение года Премингер читал лекции по актёрскому и режиссёрскому мастерству в Йельском университете». В 1942 году Премингер дебютировал на экране как актёр в роли нацистского офицера в фильме «Крысолов» (1942).
«Хотя ему больше не хотелось выступать в образе немецкого злодея, Премингер согласился перенести на экран свою роль в поставленной им же на Бродвее пьесе „Допуск на ошибку“ (1943) с условием, что он станет режиссёром фильма». Первоначально кресло постановщика фильма было предложено Эрнсту Любичу, но тот отказался, и после того, как Премингер заявил, что поставит фильм бесплатно, студия (в отсутствие Занука) заключила контракт с ним. Действие картины происходит в Нью-Йорке накануне Второй мировой войны, где полицейский-еврей приставлен охранять консула нацистской Германии (его роль исполняет Премингер), антисемита, хама и вора, незаконно расходующего консульские средства. «Студия „Фокс“ была в достаточной степени удовлетворена съёмочным материалом Премингера, чтобы предложить ему семилетний контракт ещё до завершения основных съёмок».
В августе 1943 года Премингер получил американское гражданство.
В рамках контрактных обязательств со студией Премингер поставил военную комедию «Тем временем, дорогая» (1944) девушка из богатой семьи (Джинн Крейн) вынуждена привыкать к особенностям армейской жизни своего мужа-офицера. Во время съёмок картины Премингер неоднократно яростно конфликтовал с актёром Юджином Паллеттом из-за пронацистских и расистских взглядов последнего", что в итоге привело к увольнению актёра со студии после завершения съёмок.

### «Лора» (1944)

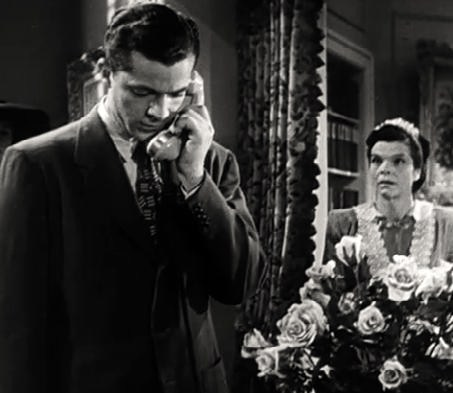
Кадр из фильма «Лора»

В поисках нового проекта Премингер нашёл изданный в 1943 году детективный роман Веры Каспари, в качестве основы для постановки своего очередного фильма «Лора» (1944). Первоначально студия назначила Премингера только продюсером фильма, однако вскоре он сменил в качестве режиссёра Рубена Мамуляна, с которым постоянно возникали столкновения по творческим вопросам. Отбросив отснятый Мамуляном материал и начав работу с самого начала и с новым оператором, Премингер добился звёздной игры от относительных новичков Джин Тирни и Дэны Эндрюса, а также театральных актёров Клифтона Уэбба и Винсента Прайса». Действие фильма происходит в высшем обществе Манхэттана, в центре внимания расследование убийства директора рекламного агентства Лоры Хант (Тирни), которое ведёт полицейский детектив (Эндрюс), сталкиваясь с серией ярких и подозрительных персонажей, среди них влиятельный газетный обозреватель (Уэбб), светский щеголь и жених Лоры (Прайс), её богатая тётя и преданная домохозяйка. Постепенно детектив все больше влюбляется в образ Лоры, и однажды засыпает с её портретом в её комнате, после чего неожиданно появляется сама Лора. Фильм стал «огромным хитом» и «одним из самых выдающихся достижений Премингера». Картина принесла Оскар за операторскую работу, а также номинации на Оскар Премингеру как лучшему режиссёру, Уэббу как лучшему актёру второго плана, а также за лучший сценарий и художественную постановку. В 1999 году этот фильм был отобран в Национальный реестр фильмов для хранения в Библиотеке Конгресса США. «Влияние „Лоры“ было настолько велико, что обеспечило Премингеру статус одного из лучших режиссёров мира на два десятилетия вперёд».

### Фильмы нуар 1945—1953 годов
По контракту с «Двадцатым веком Фокс» Премингер поставил ещё несколько триллеров, «которые развивали магию „Лоры“ — „Падший ангел“ (1945), „Водоворот“ (1949), „Там, где кончается тротуар“ (1950), „Тринадцатое письмо“ (1951) и (на студии РКО) „Ангельское лицо“ (1953)». «Эта группа фильмов, к которой можно добавить мыльную оперу с Джоан Кроуфорд „Дэйзи Кэньон“ (1947), остаётся для некоторых зрителей, сердцевиной канона Премингера. Это чёрно-белые фильмы с неоднозначными историями о мужской одержимости и женской порочности, которые отличает подвижная съёмка и присутствие таких знаковых актёров, как Дэна Эндрюс и Джин Тирни». «Падший ангел» (1945), «Водоворот» (1949) и «Где кончается тротуар» (1950) стали его самыми характерными достижениями.
В «Падшем ангеле» (1945) обанкротившийся нью-йоркский рекламист (Эндрюс), оказавшись в маленьком калифорнийском городке, влюбляется в привлекательную официантку местного кафе (Линда Дарнелл) и чтобы добыть денег и уехать с ней в другой город, женится на богатой девушке (Элис Фэй). После убийства официантки главный герой попадает под подозрение, но в итоге сам находит убийцу и налаживает отношения с женой. Заглавная героиня мелодрамы «Дэйзи Кеньон» (1947), успешный дизайнер из Нью-Йорка (Джоан Кроуфорд), разрывается между двумя мужчинами — красивым, но женатым адвокатом (Эндрюс), в которого она влюблена, и неженатым добропорядочным ветераном войны (Генри Фонда). Она выходит замуж за второго, но адвокат разводится с женой и надеется восстановить отношения с Дэйзи. В фильме нуар «Водоворот» (1949) Тирни играет страдающую клептоманией жену богатого психотерапевта (Ричард Конте), которая скрывает свою болезнь от мужа. Таинственный незнакомец, обладающий гипнотическим даром (Хосе Феррер), уговаривает её пройти у него курс лечения, в действительности подставляя её в качестве убийцы своей бывшей любовницы, у которой он в своё время обманным путём выманил крупную сумму денег. Однако её мужу удаётся разоблачить истинного преступника и спасти жену. «Там, где кончается тротуар» (1950) рассказывает историю жёсткого нью-йоркского детектива (Эндрюс), который во время допроса случайно убивает подозреваемого, и скрывая следы преступления, пытается выставить убийцей местного гангстера. В процессе расследования он влюбляется в жену убитого (Тирни), которая одновременно является дочерью главного подозреваемого, и постепенно приходит к пониманию неправильности своих действий.
В 1950 году по просьбе режиссёра Билли Уайлдера Премингер «снова примерил форму офицера Гестапо, сыграв коменданта концентрационного лагеря в военной драме „Лагерь для военнопленных № 17“ (1950)».
Психологический триллер «Тринадцатое письмо» (1951) был англоязычным ремейком французского хита «Ворон» (1943) режиссёра Анри-Жоржа Клузо. Действие фильма происходит в маленьком городке в Квебеке, где некто рассылает подмётные письма, обвиняющие молодого врача в незаконных связях с молодой женой его старшего коллеги, и в итоге одно из писем провоцирует смерть пациента. Многие становятся подозреваемыми, и до самого последнего момента не ясно, кто и зачем рассылал письма, и кто спровоцировал убийство пациента. Фильм был довольно низко оценен критиками и разочаровал в прокате. В нуаровом психологическом триллере «Ангельское лицо» (1953) невинная на вид молодая девушка (Джин Симмонс) ради личной выгоды устраивает гибель в автокатастрофе своей богатой мачехи (вместе с которой случайно гибнет и её отец), делая своим невольным сообщником личного шофера семьи (Роберт Митчем). Затем, чтобы добиться оправдательного приговора, она выходит за него замуж, но когда их отношения начинают рушиться, девушка убивает и его, и себя.

### Исторические мелодрамы 1945—1950 годов
Фильмы нуар стали самым значимым достижением Премингера в период 1940-50-х годов. Наряду с ними, он продолжал снимать такие фильмы, как «Королевский скандал» (1945), «Лето столетия» (1946), «Дама в горностае» (1948) и «Веер» (1949), которые строились на историческом материале и носили весьма непритязательный характер.
Премингер стал режиссёром фильма «Королевский скандал» (1945) вместо заболевшего Эрнста Любича, но «попытался сделать все возможное, чтобы выдержать стиль и манеру этого режиссёра». Эта мелодрама рассказывает вымышленную историю о том, как российская императрица Екатерина Великая влюбляется в красивого молодого офицера, который оказывается заговорщиком, планирующим её свержение. Действие романтического комедийного мюзикла «Лето столетия дня независимости» (1946) происходит в Филадельфии в 1876 году, во время выставки, посвященной столетию США, где две сестры (Дарнелл и Крейн) влюбляются в приезжего галантного француза (Корнел Уайлд).
Историческая мелодрама «Навеки Эмбер» (1947) стала, вероятно, наиболее значимым произведением в этом цикле мелодрам. Картина рассказывает о том, как в Лондоне XVII века молодая провинциальная красотка (Линда Дарнелл) через мужчин поднимается по лестнице успеха, заканчивая своё восхождение в объятиях Короля Чарльза II (Джордж Сэндерс). Фильм не выделялся особенными художественными достоинствами, однако его скандальное по тем временам содержание, где в центре внимания находится куртизанка, которая с помощью греховного поведения достигает самых вершин общественного положения, вызвал серьёзную обеспокоенность цензоров и общественности. Католические организации были также возмущены показом в положительном свете героини, имеющей незаконнорождённого ребёнка. В итоге студию обязали вставить в самом начале фильма вступление, в котором объяснялось, что создатели фильма ни в коей мере не одобряют распутное поведение героини, и что она в полной мере понесет наказание за свои грехи (из современной версии фильма это вступление удалено). Фильм стал хитом продаж, однако по причине очень высоких производственных расходов, оказался убыточным. Несмотря на коммерческую неудачу, фильм стал одним из самых важных у Премингера и заметно упрочил его репутацию.
Мистическая мелодрама «Дама в горностае» (1948) рассказывает о переплетении событий в небольшом европейском герцогстве Бергамо, которые происходили в XVI веке и одновременно триста лет спустя. Режиссёром фильма считается также Эрнст Любич, однако он умер через 8 дней после начала съемок, и фильм пришлось завершать Премингеру. В основу фильма «Веер» (1948) с участием Джинн Крейн и Джорджа Сэндерса положена знаменитая комедия положений Оскара Уайлда «Веер леди Уиндермир» (1892).

### Независимые фильмы начала 1950-х годов
Добившись к началу 1950-х годов солидной репутации в Голливуде, Премингер решил стать независимым продюсером и режиссёром. Он начал «делать себе имя, бросая вызов ограничениям производственного кодекса в киноиндустрии, который запрещал использовать в фильмах некоторые спорные темы, сюжеты и лексику». Наиболее значимыми фильмами его независимой продюсерской компании стали «Синяя луна» (1953), «Человек с золотой рукой» (1955), «Совет и согласие» (1962), «Кардинал» (1963) и «По опасным водам» (1965).
Премингер начал свою карьеру независимого продюсера-режиссёра с комедии «Синяя луна» (1953), в основу которой положена бродвейская постановка того же названия. В фильме рассказывается история целомудренной молодой актрисы (Мэгги Макнамара), за которой начинают ухаживать архитектор-плейбой (Уильям Холден), предлагая ей стать его любовницей, и одновременно немолодой богатый повеса (Дэвид Найвен), который делает ей предложение. Эта «невинная маленькая комедия тем не менее привлекла широкий интерес и вызвала острую дискуссию». Причиной стал тот факт, что Премингер «отказался убрать из фильма такие слова, как „девственница“, „соблазнить“ и „любовница“, которые были запрещены действовавшим допотопным производственным кодексом. В итоге Премингер решил выпустить фильм без одобрения цензуры, что могло существенно ограничить его прокатные возможности. Однако его смелый шаг не только принес крупный финансовый успех, но и положил начало отказу от устаревшего производственного кодекса. Тем не менее, в прокате фильм столкнулся с известными проблемами». В частности, директора одного из кинотеатров через суд оштрафовали за демонстрацию картины, признав его виновным в нарушении городских норм и правил, а цензура штата Мериленд запретила показ фильма на всей территории штата. Выпущенная без согласования с Производственным кодексом, эта комедия стала громким скандалом по причине откровенности своего языка, но «пробила барьер в отношении сексуальной тематики с её относительно искренним рассмотрением таких тем, как девственность и беременность». В конце концов, фильм был номинирован на три Оскара (включая номинацию Макнамаре как лучшей актрисе), принёс Дэвиду Найвену Золотой глобус за лучшую мужскую роль, а также ещё две номинации на БАФТА, включая номинацию на лучший фильм.
Драмой «Человек с золотой рукой» (1955) Премингер продолжил исследование запретных тем, сняв первый крупный голливудский фильм, в центре которого была тема наркозависимости. Главный герой картины, профессиональный карточный игрок (Фрэнк Синатра) выходит из тюрьмы с намерением начать новую жизнь, и, прежде всего, порвать с наркотиками. Однако в результате интриг его алчной жены, карточной мафии и местного наркоторговца, он не только снова начинает принимать наркотики, но и оказывается подозреваемым в убийстве. В конце концов, с помощью симпатичной официантки из бара (Ким Новак) герою удаётся перебороть себя и избавиться от наркотического пристрастия. Одной из самых впечатляющих в фильме стала сцена, в которой Синатра запирается в комнате, чтобы справиться с мучительной наркотической ломкой. Картина была удостоена номинации на БАФТА как лучший фильм, а Синатра получил номинации на Оскар и на БАФТА как лучший актёр. Кроме того, номинациями на Оскар были отмечены декорации и музыка фильма.

### Фильмы середины 1950-х годов
Фильм «Река, не текущая вспять» (1954) для студии «Двадцатый век Фокс» стал единственным вестерном Премингера, его действие происходит в период Золотой лихорадки в Канаде конца XIX века, главные роли в нём исполнили Мэрилин Монро и Роберт Митчем. Картина стала «редкой работой Премингера, где он не уложился в бюджет и в график»; тем не менее, «успех фильма у зрителей превратил его из обычного контрактного обязательства в очередной карьерный успех».
Большого успеха у критики добился мюзикл Премингера «Кармен Джонс» (1954), по мотивам оперы Жоржа Бизе «Кармен», в котором место испанцев XIX века заняли афроамериканцы периода Второй мировой войны, а сами события перенесены на военную базу в одном их южных штатов США. Фильм был «довольно необычным для своего времени, так как в 1950-е годы практически не было картин, предназначенных для белых, в которых бы играли исключительно черные актеры». Фильм был номинирован на Золотой глобус как лучший фильм в жанре мюзикл или комедия и на БАФТА как лучший фильм. Кроме того, фильм был удостоен главного приза международного кинофестиваля в Локарно, а Премингер был удостоен Бронзового медведя на Берлинском кинофестивале. Исполнительница главной роли Дороти Дэндридж стала первой афроамериканкой, номинированной на Оскар за лучшую женскую роль, она также была номинирована на БАФТА. В 1992 году фильм был включен в Национальный реестр фильмов, предназначенных для хранения в Библиотеке Конгресса. Под впечатлением от успеха этого фильма продюсер Сэмюэл Голдвин предложил Премингеру осуществить кинопостановку на своей студии оперы Джорджа Гершвина «Порги и Бесс».
В драме «Трибунал Билли Митчелла» (1955) американский бригадный генерал и герой Первой мировой войны (Гэри Купер) накануне новой войны ведёт борьбу с близорукостью собственного военного руководства за создание сильных военно-воздушных сил США.

### Карьера на рубеже 1950-60-х годов
На рубеже 1950-60-х годов карьера Премингера состояла из взлётов и падений. Кассовые результаты Премингера в этот период был довольно непредсказуемыми, и включали как его обруганный критикой знаменитый провал «Святая Иоанна», так и хит «Анатомия убийства», широко признанный как один из лучших его фильмов.
В 1957 году Премингер поставил на французском материале две не самые удачные свои картины, в обеих главную роль сыграла 17-летняя начинающая актриса Джин Сиберг. Исторический фильм «Святая Иоанна» (1957) был поставлен по сценарию известного английского романиста Грэма Грина, в основу которого положена одноимённая пьеса Бернарда Шоу, съёмки картины проходили в Великобритании. Действие фильма «Здравствуй, грусть» (1957) по одноимённому роману Франсуазы Саган происходит на французской Ривьере. Помимо Сиберг, главные роли в фильме исполнили Дэвид Найвен и Дебора Керр.
После этих двух неудач последовали две великолепные работы — мюзикл «Порги и Бесс» (1959) и судебная драма «Анатомия убийства» (1959).
Звездный состав афроамериканских актеров кино и мюзиклов помог превратить классическую оперетту Джорджа Гершвина «Порги и Бесс» в шикарную экранную постановку, главные роли в которой исполнили Сидни Пуатье и Дороти Дэндридж. Фильм был удостоен множества наград: Оскара за лучшую музыку, трёх номинаций на Оскар (за лучшую операторскую работу, звук и костюмы), Золотого глобуса как лучший фильм в жанре мюзикл и номинаций на Золотой глобус для Дэндридж и Пуатье как лучших актёров в главных ролях. В 2011 году фильм был включен в Национальный реестр фильмов, предназначенных для хранения в Библиотеке Конгресса.

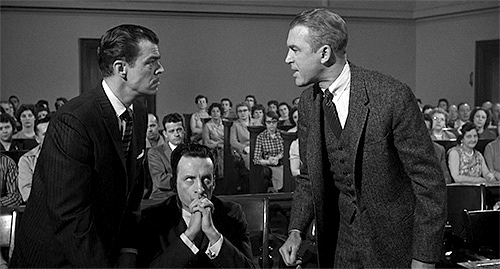
Кадр из фильма «Анатомия убийства»

Почти трёхчасовая нуаровая судебная драма «Анатомия убийства» (1959) практически полностью построена как судебное заседание, рассматривающее дело об убийстве. Действие происходит в небольшом городке в штате Мичиган, где местный адвокат (Джеймс Стюарт) защищает лейтенанта (Бен Газзара), обвинённого в убийстве владельца местного бара, который изнасиловал его жену (Ли Ремик). Несмотря на то, что ему противостоит опытный столичный прокурор (Джордж К. Скотт) адвокату удаётся добиться оправдания своего подзащитного на том основании, что тот действовал в состоянии непреодолимого импульса. Тематика фильма (изнасилование и защита на основе невменяемости) была довольно острой и неоднозначной в 1950-е годы, также как и поставленные в фильме острые и сложные вопросы юридической этики, где поиск справедливости в суде оттесняется на второй план решением процедурных вопросов и личной заинтересованностью участников процесса. Премингер вновь расширил лексические цензурные рамки, введя в оборот терминологию, касающуюся полового акта, что было запрещено в кино до 1959 года, а также шутливые рассуждения на тему «спермы» и «женских трусиков» с демонстрацией последних в зале суда. Фильм получил очень высокую оценку критики и много престижных наград, в том числе 7 номинаций на Оскар, включая за лучший фильм и лучший сценарий, лучшую операторскую работу и лучший монтаж, а также за лучшую главную роль (Стюарт) и лучшие роли второго плана (О’Коннелл и Скотт). Фильм также получил номинации БАФТА как лучший фильм и за лучшую мужскую роль (Стюарт), номинации на Золотой глобус как лучший фильм, за лучшую режиссуру и за лучшую женскую роль (Ремик). На МКФ в Венеции Премингер был номинирован на Золотого льва, а Стюарт получил приз лучшему актеру. За великолепный джазовый саундтрек к этому фильму знаменитый джазовый музыкант Дюк Эллингтон был удостоен Гремми. В 2012 году фильм был включен в Национальный реестр фильмов, предназначенных для хранения в Библиотеке Конгресса.

### Эпические драмы 1960-65 годов
В начале 1960-х годов после «Анатомии убийства» (1959), «которая остаётся, наряду с „Лорой“, самым популярным фильмом Премингера», фильмы режиссёра выросли в размерах и претенциозности, приобретя эпический размах. Он сделал серию длинных, масштабных звёздных блокбастеров, основанных на популярных романах на социально-политические темы: «Исход» (1960), «Совет и согласие» (1962), «Кардинал» (1963), «По опасным водам» (1965) и «Поторопи закат» (1966). В этих картинах Премингер ставил острые морально-нравственные проблемы на фоне богатого исторического контекста.
Фильм «Исход» (1960) был поставлен по одноимённому бестселлеру 1958 года известного американского романиста Леона Юриса. Эта 212-минутная эпопея посвящена становлению Израиля как независимого государства в 1947 году. В центре повествования находится судьба 611 выживших в Холокосте евреев, которые пытаются прорвать блокаду британских войск и уплыть в Палестину на корабле «Исход» (Exodus). Книга Юриса слишком богата материалом, чтобы уложить его в один фильм, тем не менее Премингер попытался предать содержание книги как можно более полно. В итоге это привело к тому, что фильм начинает скакать от одного персонажа к другому, от одной ситуации к следующей. В результате характеры героев не получают должной проработки, и не удается в полной мере передать глубину причин происходящих событий. Композитор Эрнст Голд получил «Оскар» за лучшую музыку, номинаций на «Оскар» удостоились Сэм Ливитт за лучшую операторскую работу и Сол Минео за лучшую роль второго плана, который завоевал также Золотой глобус. Кроме того, Голд получил премию Гремми за лучший саундтрек. В титрах фильма впервые открыто появилось имя сценариста Далтона Трамбо, ранее репрессированного за его причастность к Коммунистической партии США, что фактически означало конец действию голливудского чёрного списка.
«Совет и согласие» (1962) был поставлен по одноимённому роману 1959 года Аллена Друри, который принес автору Пулитцеровскую премию и положил начало целой серии аналогичных политических триллеров, описывающих события в верхних эшелонах власти. Сюжет фильма вращается вокруг вопроса о назначении либерального политика Роберта Леффингвелла (Генри Фонда) на должность Государственного секретаря США. Вокруг его кандидатуры в Сенате разворачивается напряжённая борьба, в центре которой оказываются молодой, идеалистически настроенный председатель сенатского комитета Андерсон, умудрённый опытом правый сенатор Кули (Чарльз Лоутон в своей последней роли), и напористый, склонный к провокациям сторонник президентской администрации, сенатор Акерман. Противники Леффингвелла находят факты, свидетельствующие, что он был связан с коммунистами, к этому мнению склоняется и Андерсон, от которого зависит решение вопроса. Чтобы склонить его на свою сторону, Акерман угрожает придать гласности гомосексуальный случай из его прошлого, что доводит Андерсона до самоубийства. Премингеру удалось создать, наверное, самое реалистичное изображение американской политики на экране. Премингер постоянно стремился расшатывать границы производственного кодекса Голливуда и традиционной американской морали, на этот раз впервые открыто подняв скандальную для 1962 года тему гомосексуализма. Однако картина не принесла коммерческого успеха.
После политической драмы «Совет и согласие» (1962) сила Премингера стала таять, и к концу десятилетия он считался полностью выжатым.
Ещё одна эпическая трехчасовая драма «Кардинал» (1963) рассказывает историю священника с момента его рукоположения в 1917 году до того момента, когда он становится кардиналом накануне Второй мировой войны. По ходу жизни герой должен принять несколько принципиальных решений как общественного, так и этического характера. Фильм затрагивает целый ряд социальных и моральных проблем, включая межрелигиозные браки, внебрачный секс, аборты, расовый фанатизм и наступление фашизма. Фильм был номинирован на 6 Оскаров, в том числе, лучшему режиссёру (Премингер), лучшему актёру второго плана (Джон Хьюстон), лучшему оператору, за лучшие декорации, лучший дизайн костюмов и лучший монтаж. Он также завоевал Золотой глобус как лучший фильм, а Хьюстон — как лучший актёр второго плана. Номинации на Золотой глобус получили Премингер как лучший режиссёр, Том Трайон как лучший актёр, и Роми Шнайдер как лучшая актриса. Несмотря на массу наград, «картина не имела успеха у критики, и её вспоминают главным образом по причине враждебности Премингера по отношению к исполнителю главной роли Тому Трайону, после чего Премингер заработал широко распространившееся в индустрии прозвище Страшный Отто».
Военная 165-минутная эпопея «По опасным водам» (1965) рассказывает о судьбе нескольких высокопоставленных офицеров американского военно-морского флота и их участии в боевых действиях с Японией во время Второй мировой войны. Это последний крупнобюджетный чёрно-белый голливудский фильм, снятый со звёздами первой величины (включая Джона Уэйна и Кирка Дугласа), его отличает удивительно живой ход повествования, поразительные специальные эффекты и искусная постановка сцен боевых действий. Решение Премингера снимать фильм на реальной натуре, использовать реальный военно-морской флот и реальных военных моряков в эпизодах и маленьких ролях на протяжении всего фильма также придало фильму поразительную достоверность, порой создавая впечатление, что это почти документальный фильм. «Это один из немногих военных фильмов такого рода, который полностью выдерживает критику со стороны военных и историков, так как в нём все основано на реальных законах и практике организации военных действий».
Эпические блокбастеры 1960-х годов были знаменательны своими богатыми натурными съёмками и реалистической интерпретацией эпических сюжетов, тем не менее, «они столкнулись с постоянно падающим уважением со стороны критиков».

### Карьера в 1965—1979 годы
Со второй половины 1960-х годов Премингер отказался от амбициозных проектов предыдущего периода, поставив такие картины, как детективный хоррор-триллер «Банни Лейк исчезает» (1965), социальная комедия «Скажи мне, что любишь меня, Джуни Мун» (1970) и весьма спорный кислотный фарс «Делай ноги» (1968).
Психологический триллер «Банни Лейк исчезает» (1965) рассказывает о поисках пропавшей девочки, которую приехавшая из Америки мать впервые отвела в новую лондонскую школу. В ходе расследования перед детективом (Лоренс Оливье) возникает вопрос о том, существовала ли вообще эта девочка и вполне ли нормальна мать, но в итоге удаётся найти решающую улику. Фильм получил номинации на БАФТА за лучшую операторскую работу и лучшую художественную постановку, а также был номинирован на премию Эдгара Аллана По. По сравнению с предшествовавшими эпическими работами Премингера этот фильм выглядит довольно скромно, и первоначально как критики, так и сам режиссёр считали его второстепенным. Тем не менее, в Англии, где он был сделан, фильм стал хитом, хотя в Америке и не имел коммерческого успеха. Уже после смерти Премингера фильм неожиданно приобрел культовый статус и стал пользоваться особой любовью критиков.
Социально-политическая драма «Поторопи закат» (1967) рассматривала вопросы расовых и классовых противоречий в южных штатах США сразу после Второй мировой войны, в главных ролях были заняты Майкл Кейн, Джейн Фонда и Фэй Данауэй. Это был первый фильм, снятый в южных штатах США, в котором играли, как чёрные, так и белые актёры, в результате создатели фильма стали получать угрозы и были вынуждены обратиться за защитой к местной полиции.
«Мелодрама „Поторопи закат“ (1967), как и сумасбродный наркотический фарс „Делай ноги“ (1968) были враждебно встречены критикой и безразлично зрителями».
В это время «Премингер посмеялся над своим диктаторским образом, сыграв тевтонского суперзлодея мистера Фриза в хитовом телесериале „Бэтмэн“ (1966-68), но как кинорежиссёр к этому времени он рассматривался как окончательно потерявший хватку».
В кислотном фарсе «Делай ноги» (1968) отставной мафиози (Джеки Глизон) получает от своих боссов задание попасть в тюрьму и там разделаться со своим старым приятелем (Мики Руни). Там обнаруживает запасы ЛСД, достаточные для того, чтобы отправить в наркотический трип всю тюрьму, а самому вместе с приятелем улететь на воздушном шаре. Этот психоделический абсурд называют одним из самых легендарных фиаско в Голливуде. «В отчаянных и неуклюжих попытках установить связь с процветавшей в то время контркультурой Премингер фактически поставил хиппи на одну доску с бессмыслицей и полной ерундой. Этот бестолковый кислотный гангстерский фарс так и не находит почвы под ногами, он не в состоянии ни рассмешить, ни заинтересовать никого, включая самых отчаянных поклонников плохих фильмов».
В комедии «Скажи мне, что любишь меня, Джуни Мун» (1970) Премингер, который всегда стремился работать на грани дозволенного, на этот раз обратился к неоднозначной теме физического уродства. В этом фильме троица изгоев — психически неуравновешенная Джуни Мун с изуродованным после побоев лицом (Лайза Миннелли), эпилептик, которому неверно поставили диагноз умственно отсталого, и прикованный к инвалидному креслу гомосексуалист — сбегает из больницы и пытается начать нормальную жизнь среди обычных людей. Им приходится столкнуться с такими проблемами, как предрассудки окружающих, трудности с устройством на работу и собственные болезни. Фильм тонко проходит по грани гротеска и эксплуатации темы физической неполноценности, пытаясь представить главных героев не в виде уродливых чудаков, а как полноценных и интересных личностей.
Комедия «Такие хорошие друзья» (1971) в сатирическом ключе представляет жизнь и моральные нормы высшего нью-йоркского общества. Главная героиня фильма (Дайан Кэннон) — жена редактора авторитетного нью-йоркского журнала — неожиданно находит у мужа книжечку с именами его любовниц, после чего пускается во все тяжкие — она начинает спать подряд со всеми друзьями мужа, а также говорить то, что думает всем вокруг, включая свою эгоистку-мать и лицемерную лучшую подругу.
Премингер завершил свою карьеру двумя международными триллерами «Розовый бутон» (1975) и «Человеческий фактор» (1979), которые оказались полным провалом.
В политическом триллере «Розовый бутон» (1975) пятерых девушек из богатых и влиятельных семей, отдыхающих на борту шикарной яхты «Розовый бутон», берет в заложники группа палестинских террористов. Ситуацию поручено разрешить агенту ЦРУ, роль которого исполняет Питер О’Тул. Действие шпионской драмы «Человеческий фактор» (1979) происходит в стенах британской разведки МИ-6, где мелкий чиновник, желая помочь одному из своих друзей, попадает в ловушку, и вынужден снабжать разведывательной информацией страны Восточного блока. Этот фильм стал последним в карьере Премингера.

## Признание и награды
| - Венецианский кинофестиваль - Приз за фильм «Анатомия убийства» - Берлинский кинофестиваль - 1955 — Бронзовый медведь за фильм «Кармен Джонс» - Кинофестиваль в Локарно - 1955 — Приз за фильм «Кармен Джонс» | - Премия «Оскар» - 1944 — Лучший режиссёр (за фильм «Лора») - 1959 — Лучший фильм (за фильм «Анатомия убийства») - 1963 — Лучший режиссёр (за фильм «Кардинал») - Золотой глобус - 1960 — Лучший режиссёр (за фильм «Анатомия убийства») - 1964 — Лучший режиссёр (за фильм «Кардинал») - BAFTA - 1959 — Лучший фильм (за фильм «Анатомия убийства») |

## Фильмография

### Режиссёр
- 1931 — Большая любовь / Die große Liebe
- 1936 — Очарован тобой / Under Your Spell (в СССР с 1942 года)
- 1937 — Осторожно, любовь за работой / Danger — Love at Work
- 1938 — Похищенный / Kidnapped
- 1943 — Допуск на ошибку / Margin for Error
- 1944 — Тем временем, дорогая / In the Meantime, Darling
- 1944 — Лора / Laura
- 1945 — Королевский скандал / A Royal Scandal
- 1945 — Падший ангел / Fallen Angel
- 1946 — Лето столетия дня независимости / Centennial Summer
- 1947 — Амбер навсегда / Forever Amber
- 1947 — Дэйзи Кеньон / Daisy Kenyon
- 1948 — Эта дама в горностае / That Lady in Ermine
- 1949 — Веер / The Fan
- 1949 — Водоворот / Whirlpool
- 1950 — Там, где кончается тротуар / Where the Sidewalk Ends
- 1951 — Тринадцатое письмо / The 13th Letter
- 1953 — Ангельское лицо / Angel Face
- 1953 — Синяя луна / The Moon Is Blue
- 1954 — Река не течёт вспять / River of No Return
- 1954 — Кармен Джонс / Carmen Jones
- 1955 — Человек с золотой рукой / The Man with the Golden Arm
- 1955 — Трибунал Билли Митчелла / The Court-Martial of Billy Mitchell
- 1957 — Святая Иоанна / Saint Joan
- 1958 — Здравствуй, грусть! / Bonjour tristesse
- 1959 — Порги и Бесс / Porgy and Bess
- 1959 — Анатомия убийства / Anatomy of a Murder
- 1960 — Исход / Exodus
- 1962 — Совет и согласие / Advise and Consent
- 1963 — Кардинал / The Cardinal
- 1965 — По методу Харма / In Harm’s Way
- 1965 — Банни Лейк исчезает / Bunny Lake Is Missing
- 1967 — Поторопи закат / Hurry Sundown
- 1968 — Делай ноги / Skidoo
- 1970 — Скажи, что ты любишь меня, Джуни Мун / Tell Me That You Love Me, Junie Moon
- 1971 — Такие хорошие друзья / Such Good Friends
- 1975 — Розовый бутон / Rosebud
- 1979 — Человеческий фактор / The Human Factor

### Актёр
- 1942 — Крысолов / The Pied Piper — майор Диссен
- 1943 — Допуск на ошибку / Margin for Error — Карл Баумер
- 1943 — Меня накрыли / They Got Me Covered — Отто Фаушайм
- 1945 — Куда мы отсюда пойдём? / Where Do We Go from Here? — генерал Раль
- 1953 — Лагерь для военнопленных № 17 / Stalag 17 — полковник фон Шербах
- 1977 — Хоббит (мультфильм) / The Hobbit — король эльфов

### Продюсер
- 1944 — Тем временем, дорогая / In the Meantime, Darling
- 1944 — Лора / Laura
- 1945 — Падший ангел / Fallen Angel
- 1946 — Лето столетия дня независимости / Centennial Summer
- 1947 — Дэйзи Кеньон / Daisy Kenyon
- 1949 — Веер / The Fan
- 1949 — Водоворот / Whirlpool
- 1950 — Там, где кончается тротуар / Where the Sidewalk Ends
- 1951 — Тринадцатое письмо / The 13th Letter
- 1953 — Ангельское лицо / Angel Face
- 1953 — Синяя луна / The Moon Is Blue
- 1954 — Кармен Джонс / Carmen Jones
- 1955 — Человек с золотой рукой / The Man with the Golden Arm
- 1957 — Святая Жоанна / Saint Joan
- 1958 — Здравствуй, грусть / Bonjour tristesse
- 1959 — Анатомия убийства / Anatomy of a Murder
- 1960 — Исход / Exodus
- 1962 — Совет и согласие / Advise and Consent
- 1963 — Кардинал / The Cardinal
- 1965 — По опасным водам / In Harm’s Way
- 1965 — Банни Лейк исчезает / Bunny Lake Is Missing
- 1967 — Поторопи закат / Hurry Sundown
- 1968 — Делай ноги / Skidoo
- 1970 — Скажи, что ты любишь меня, Джуни Мун / Tell Me That You Love Me, Junie Moon
- 1971 — Такие хорошие друзья / Such Good Friends
- 1975 — Розовый бутон / Rosebud
- 1979 — Человеческий фактор / The Human Factor